# Marian Sobolewski (generał)
Marian Sobolewski (ur. 8 września 1940 w Suwałkach, zm. 6 listopada 2020) – generał brygady WP, szef WSI i Obrony Cywilnej Kraju (1992).

## Życiorys
Od 1945 mieszkał z rodzicami we Wrocławiu, gdzie skończył szkołę podstawową i średnią. Później pracował w bibliotece Politechniki Wrocławskiej i we Wrocławskich Zakładach Gastronomicznych, gdzie był kierownikiem wydziału gospodarczego. Od 1957 działał w ZHP, gdzie został podharcmistrzem. Komendant Szczepu Harcerzy i Kierownik Referatu Drużyn Młodszych w V Hufcu ZHP we Wrocławiu. 
25 września 1961 wstąpił do Oficerskiej Szkoły Wojsk Zmechanizowanych im. T. Kościuszki we Wrocławiu, którą 15 IX 1964 skończył z wyróżnieniem i został promowany na stopień podporucznika w korpusie oficerów wojsk zmechanizowanych. Mianowany dowódcą plutonu piechoty zmotoryzowanej w 40 Pułku Zmechanizowanym 10. Dywizji Pancernej w Opolu, od 1966 dowódca kompanii piechoty w 25 Pułku Zmechanizowanym w Opolu. Od jesieni 1967 porucznik i szef sztabu-zastępca dowódcy batalionu piechoty zmotoryzowanej w tym pułku. Od 3 XII 1967 dowódca 60 Kompanii Rozpoznania w Opolu. W 1968 brał udział w militarnym przygotowaniu operacji Dunaj, choć w samej inwazji na Czechosłowację nie wziął udziału. W ramach służby w kompanii rozpoznania 10 VII 1968 uzyskał tytuł i odznakę skoczka spadochronowego. 1968-1971 studiował w Akademii Sztabu Generalnego WP w Warszawie, w 1971 został ukarany przez komendanta akademii za obronę praw kadry studenckiej i nie uzyskał awansu na kapitana. Po odesłaniu do 10 Dywizji Pancernej został starszym pomocnikiem szefa wydziału rozpoznania sztabu dywizji, od 1972 był szefem tego wydziału w stopniu kapitana. Od 9 X 1972 szef sztabu-zastępca dowódcy 13 Pułku Czołgów w Opolu, od 10 IX 1973 dowódca 10 Drawskiego Pułku Czołgów w Opolu w stopniu majora. Od 8 I 1976 dowódca 25 Nyskiego Pułku Zmechanizowanego w Opolu, od X 1976 podpułkownik. 29 XII 1976 został szefem sztabu-zastępcą dowódcy 11 Dywizji Pancernej w Żaganiu. 1978-1980 studiował w Akademii Sztabu Generalnego Sił Zbrojnych ZSRR im. K. Woroszyłowa w Moskwie, X 1980 mianowany pułkownikiem. Od 24 I 1981 zastępca szefa, od 19 VIII 1981 szef Oddziału II Planowania Operacyjnego Zarządu I Sztabu Generalnego WP w Warszawie. 8 V 1982 został dowódcą 16 Kaszubskiej Dywizji Pancernej  w Elblągu. Jesienią 1985 przewodniczący Rady Państwa PRL Henryk Jabłoński nadał mu stopień generała brygady. Od 17 I 1986 szef sztabu-zastępca dowódcy Pomorskiego Okręgu Wojskowego w Bydgoszczy, od 6 I 1987 zastępca dowódcy okręgu ds. liniowych. Podczas pobytu na poligonie w Drawsku przyczynił się do odkrycia grobowców Wenedów i powiadomił o tym dyrekcję Muzeum Archeologicznego w Koszalinie, za co po przeprowadzeniu wykopalisk otrzymał Odznakę „Za Ochronę Zabytków” od Głównego Archeologa Kraju. Od 15 XI 1990 szef Sekretariatu – zastępca Sekretarza Komitetu Obrony Kraju w Warszawie, później szef Sztabu Obrony Cywilnej Kraju w Głównym Inspektoracie Obrony Terytorialnej. 31 III – 24 VI 1992 był szefem Wojskowych Służb Informacyjnych. 1 VII 1992 został szefem sztabu Obrony Cywilnej Kraju, a 29 IX 1992 szefem OCK. 29 XI 1992 – 15 X 1997 był attaché wojskowym przy Ambasadzie RP w Chinach. Po powrocie na własną prośbę zwolniony z zawodowej służby wojskowej i przeniesiony do rezerwy. 1997-2000 prowadził prywatne przedsiębiorstwo k. Zgorzelca.
Interesował się historią Rzymu i Słowian północno-zachodnich, turystyką górską oraz budownictwem; przed swoim domem w Warszawie wystawił własnym sumptem posąg Świętowita.
Zmarł 6 listopada 2020.

## Odznaczenia
- Krzyż Oficerski Orderu Odrodzenia Polski
- Krzyż Kawalerski Orderu Odrodzenia Polski
- Złoty Krzyż Zasługi
- Srebrny Krzyż Zasługi
- Medal Komisji Edukacji Narodowej
- Złoty Medal „Siły Zbrojne w Służbie Ojczyzny”
- Srebrny Medal Siły Zbrojne w Służbie Ojczyzny
- Złoty Medal „Za zasługi dla obronności kraju”
- Srebrny Medal „Za zasługi dla obronności kraju”
- Brązowy Medal „Za zasługi dla obronności kraju”
- Krzyż „Za Zasługi dla ZHP”
- Medal Służby Zdrowia
- Medal Straży Pożarnej